# Igreja Presbiteriana Cumberland
A Igreja Presbiteriana Cumberland - IPC (em inglês Cumberland Presbyterian Church) é uma denominação protestante, formada nos Estados Unidos em 1810, por um grupo dissidente da Igreja Presbiteriana nos Estados Unidos da América, e se espalhou por diversos países do mundo.
Se diferencia de outras denominações presbiterianas por adotar o presbiterianismo de nova escola (New School Presbyterian).

## História
No início do século XIX, haviam poucos pastores presbiterianos na sudoeste dos Estados Unidos. Em razão disto, Presbitério Cumberland da Igreja Presbiteriana nos Estados Unidos da América (IPEUA) decidiu ordenar ministros sem formação teológica, bem como passou a permitir que os ministros não subscrevessem completamente a Confissão de Fé de Westminster, como a IPEUA exigia na época.
Consequentemente, O Sínodo de Kentucky, da IPEUA, dissolveu o Presbitério de Cumberland e expulsou vários de seus ministros. Estes, após a expulsão, se reuniram e formaram a Igreja Presbiteriana Cumberland.
Em 1906, devido as mudanças doutrinárias da Igreja Presbiteriana nos Estados Unidos da América, a maioria das igrejas da IPC voltaram a denominação original, enquanto uma minoria permaneceu separada.

### No Brasil
No Brasil, a denominação plantou igrejas na Salvador, Mata de São João e em São Paulo.

## Demografia
A denominação atingiu seu pico de número de membros em 1983, com 99.887 membros. Experimento declínio a partir de 1984 até 1990, quando voltou a crescer e atingiu 98.891 membros. Desde então experimento declínio contínuo.
Em 2018, a denominação tinha 67.074 membros e 685 igrejas, resultado de um declínio experimentado nas décadas anteriores.
Em 2021, a denominação relatou crescimento no número de membros, mas declínio no número de igrejas. Foram relatados 78.522 membros, em 669 igrejas.
Em 2022, a denominação voltou a declinar no número de membros, mas voltou a crescer no número de igrejas. Foram relatados 71.204 membros, em 679 igrejas.
Em 2023, foram relatados 57.616 membros, em 841 igrejas.

## Doutrina
A denominação possui uma confissão de fé própria. Entre as doutrinas expressas nela estão: Trindade; Diofisismo; Arminianismo; Graça Comum; Queda e Pecado original; Graça preveniente; Expiação ilimitada; Justificação pela fé; Dois sacramentos (Batismo e Eucaristia), Pedobatismo e a Guarda do Domingo como "sábado cristão".
A denominação ordena mulheres desde 1889.

## Relações intereclesiásticas
A denominação é membro da Comunhão Mundial das Igrejas Reformadas.